# جلاس بلس

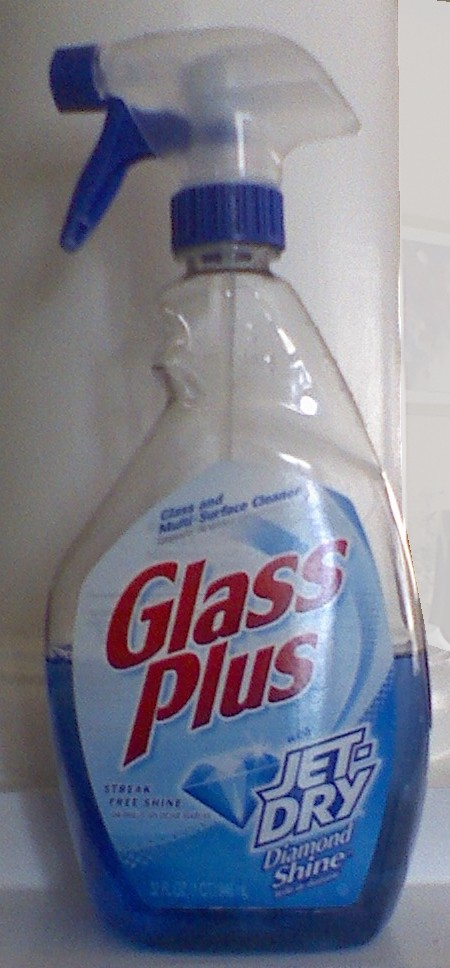
زجاجة منتج جلاس بلس

جلاس بلس هو منظف للزجاج والأسطح المتعددة.

## معلومات عن المنتج
يتم تصنيع جلاس بلس حاليًا بواسطة شركة ريكيت بينكيزر ، التي اشترت العلامة التجارية من شركة إس سي جونسون وابنه . وقد كانت اشترتها شركة إس سي جونسون وابنه من شركة داو كيميكال . استحوذت شركة داو كيميكال عليها من خلال شرائها لشركة تكسايز في عام 1986. لا يحتوي هذا المنتج على المواد الكيميائية مثل الأمونيا ، الكحول، المنتجات الحيوانية، المبيضات، أو الفوسفات. ويحتوي على مكونات تنظيف قابلة للتحلل الحيوي بالإضافة إلى الماء والنكهات لإضافة العطر إلى المنتج. سوف يترك خطوطًا إذا تم استخدامه على سطح دافئ أو تحت أشعة الشمس المباشرة.  تبيع شركة جلاس بلس زجاجة سعة 32 أونصة أو 64 أونصة من منظف الأسطح المتعددة بالإضافة إلى مناديل تنظيف الأسطح المتعددة في عبوة تحتوي على 30 قطعة. 

## مكونات
يتضمن جلاس بلس المكونات التالية والغرض منها في تكوين منتجه:
- الماء (المخفف)
- بروبيلين جليكول بوتيل إيثر (مذيب)
- ميثوكسي إيزوبروبانول (آخر)
- البروبيلين جليكول (المذيب)
- إيثانولامين (منظم درجة الحموضة)
- كبريتات لوريث الصوديوم (مادة فعالة سطحية أنيونية)
- ألكيل بولي غلوكوزيد (مادة فعالة سطحية غير أيونية)
- كبريتات لوريل الصوديوم (مادة فعالة سطحية أنيونية)
- العطر
- الأزرق الحمضي 182 (مادة ملونة) [3]